# The Sims 2: Bon Voyage
The Sims 2: Bon Voyage er en udvidelse til computerspillet The Sims 2, der giver spillerens figurer mulighed for at rejse til tre destinationer: Twikkiøen, en tropisk ø med palmer, strande og sørøverskibe, Søland, et bjerglandskab med masser af tømmer, regnvejr og et mystisk væsen og Tekemazu-landsbyen, en landsby i fjernøsten med ninjaer, sagn og en gammel mand med skæg.
De amerikansk-keltiske band Gaelic Storm har indspillet en udgave af deres sang "Scalliwag", fra albummet Brin Yer Wellis, på simlish som bliver brugt i spillet.
| computerspil | Spire Denne computerspilsrelaterede artikel er en spire som bør udbygges. Du er velkommen til at hjælpe Wikipedia ved at udvide den. |

1. ↑  Navnet er anført på bokmål og stammer fra Wikidata hvor navnet endnu ikke findes på dansk.